# Palachia mangalae
Palachia mangalae är en stekelart som beskrevs av T.C. Narendran 1984. Palachia mangalae ingår i släktet Palachia och familjen gallglanssteklar. Inga underarter finns listade i Catalogue of Life.